# Antares (expérience)
Pour les articles homonymes, voir Antarès (homonymie).
Antares (acronyme d'Astronomy with a Neutrino Telescope and Abyss Environmental Research) est un télescope à neutrinos immergé en Méditerranée, au large de La Seyne-sur-Mer (près de Toulon en France).
Les travaux débutent en 2002, il est opérationnel en 2008, et il est désactivé le 10 février 2022. Il est remplacé par ORCA et ARCA du projet KM3NeT.

## Le détecteur
Le détecteur est installé à 2 500 mètres de profondeur a 40 km au large de La Seyne-sur-Mer. Il est composé de 885 photomultiplicateurs répartis en 12 lignes sur une surface de 0,1 km2 et sur environ 450 mètres de hauteur. Les neutrinos détectés sont en fait les rares qui interagissent avec la matière au voisinage du détecteur donnant alors un muon qui sera détecté par effet Tcherenkov. Contrairement aux télescopes optiques, Antares regarde vers le bas (à travers la Terre). En effet, les neutrinos sont les seules particules connues capables de traverser la planète.  
Antares devrait pouvoir détecter des particules dont l'énergie varie de 50 GeV à 1 PeV.

## Programme scientifique

### Astrophysique galactique
- Recherche de sources ponctuelles (microquasar, pulsar)
- Recherche de sources diffuses (plan galactique, mystérieux excès d’EGRET (en))

### Astrophysique extra-galactique
- sources ponctuelles (blazars, quasar)
- phénomènes violents (sursaut gamma)

### Physique des particules
- Recherche indirecte de matière noire non baryonique (WIMP)

### Océanologie
- Étude de la bioluminescence
- Étude des courants dans la Méditerranée